# آدم العبد
آدم محمد العبد (مواليد 11 سبتمبر 1984)، هو لاعب كرة قدم محترف سابق. لعب في مركز الدفاع. خاض أكثر من 500 مباراة مع الفريق الأول خلال مسيرته الاحترافية، كما شارك مع المنتخب المصري.

## الحياة المبكرة
وُلد آدم العبد في برايتون، شرق ساسكس، لأب مصري وأم بريطانية، ويحمل الجنسيتين المصرية والبريطانية. كان شقيقه الأكبر جو لاعبًا محترفًا في رياضة الرجبي ويعمل مدربًا في نادي كاستر الأولمبيك. أما شقيقه الأصغر سامي، فقد كان متدربًا في نادي برايتون قبل أن ينتقل إلى كرة القدم غير الاحترافية مع أندية كراولي تاون، هايز آند ييدينغ يونايتد، وايتهاوك، بوغنور ريجيس تاون، دوركينغ واندررز، وهورشام.

## المسيرة الرياضية

### برايتون أند هوف ألبيون
انضم العبد إلى أكاديمية برايتون أند هوف ألبيون عندما كان في التاسعة من عمره، وحصل على منحة دراسية في سن 16. وقع أول عقد احترافي له لمدة عامين ونصف عندما كان في الـ19 من عمره. خاض أول مباراة له في الدوري مع الفريق انتهت بالفوز 2-1 على نوتس كاونتي في نوفمبر 2003. أصبح بعدها لاعبًا منتظمًا في الفريق الأول، حيث لعب في الدفاع كظهير أيمن أو قلب دفاع، وأحيانًا في دور لاعب وسط دفاعي.  
في مباراة ضد هدرسفيلد تاون يوم 18 مارس 2008، تعرض لإصابة في الرباط الجانبي الإنسي وتم نقله على نقالة، مما أدى إلى استبعاده لبقية الموسم.  
في يونيو 2008، وقع العبد عقدًا جديدًا لمدة عامين مع برايتون. حصل على جائزة أفضل لاعب في موسم 2010–2011 الذي شهد فوز الفريق بلقب دوري الدرجة الأولى الإنجليزي.  
في 7 مارس 2012، بلغ العبد مشاركته رقم 250 في الدوري مع برايتون، وحصل على جائزة رجل المباراة في التعادل 2-2 مع كارديف سيتي. خاض مباراته رقم 300 والأخيرة في الدوري مع الفريق عندما شارك كبديل في الدقيقة 90 ضد برمنغهام سيتي في 11 يناير 2014.

## روابط خارجية
- آدم العبد على موقع قاعدة بيانات كرة القدم.إي يو (الإنجليزية)
- آدم العبد على موقع Soccerbase.com (لاعب) (الإنجليزية)
- آدم العبد على موقع Soccerway.com (الإنجليزية)